# Liinakhamari
Liinakhamari (en russe : Лиинахамари ; en finnois : Liinahamari ; en suédois : Linhammar) est un port libre de glace de la baie de la Petchenga et une localité rurale du raïon de Petchenga, dans l'oblast de Mourmansk, en Russie. Le port a appartenu à la Finlande de 1920 à 1944, lorsqu'il a été cédé à l'Union soviétique.

## Histoire
Liinakhamari est passé aux mains de la Finlande après le Traité de Tartu de 1920. Liinakhamari, grâce à son accès à la mer de Barents, était le seul port finlandais avec accès à l'océan. La route maritime arctique (fi), qui va de Rovaniemi à Liinakhamari, fut praticable dès 1931 et attira un grand nombre de touristes. Le port abritait un péage, une usine de poissons et un hôtel. Le port fut agrandi vers la fin des années 1930.
Lors de la guerre d'hiver, l'Union soviétique s'empare de Liinakhamari, mais le rend à la Finlande à la suite du Traité de Moscou. Entre 1940 et 1941, pendant la grande trêve (soit la période de paix entre la guerre d'hiver et la guerre de Continuation), Liinakhamari était pour la Finlande et la Suède la seule route hors des zones d'influence allemande et soviétique. Dix mille hommes travaillaient le long de la route maritime arctique afin d'aider des milliers de camions à transporter leur cargaison depuis la gare ferroviaire la plus septentrionale, Rovaniemi, jusqu'au port de Liinakhamari. Ce voyage de plus de 1000 km se pratiquait sur une route de gravier étroite qui traverse la taïga, presque vide de toute habitation.
Pendant la guerre de Continuation, entre 1941 et 1944, Liinakhamari était sous le contrôle des forces nazies. Le port fut attaqué par la Royal Air Force le 30 juillet 1941. Le Royaume-Uni déclarera la guerre à la Finlande un an et demi plus tard.
Les civils finlandais furent évacués à l'annonce de la guerre de Laponie entre l'Allemagne et la Finlande, en automne 1944. Le port fut repris aux Allemands par les troupes soviétiques le 12 octobre 1944. Liinakhamari devint officiellement soviétique après l'armistice de Moscou.
Liinakhamari est actuellement un port militaire. Durant la guerre froide, le port servait de base sous-marine. Il accueille actuellement des bateaux de patrouille frontalière.

## Galerie d'images

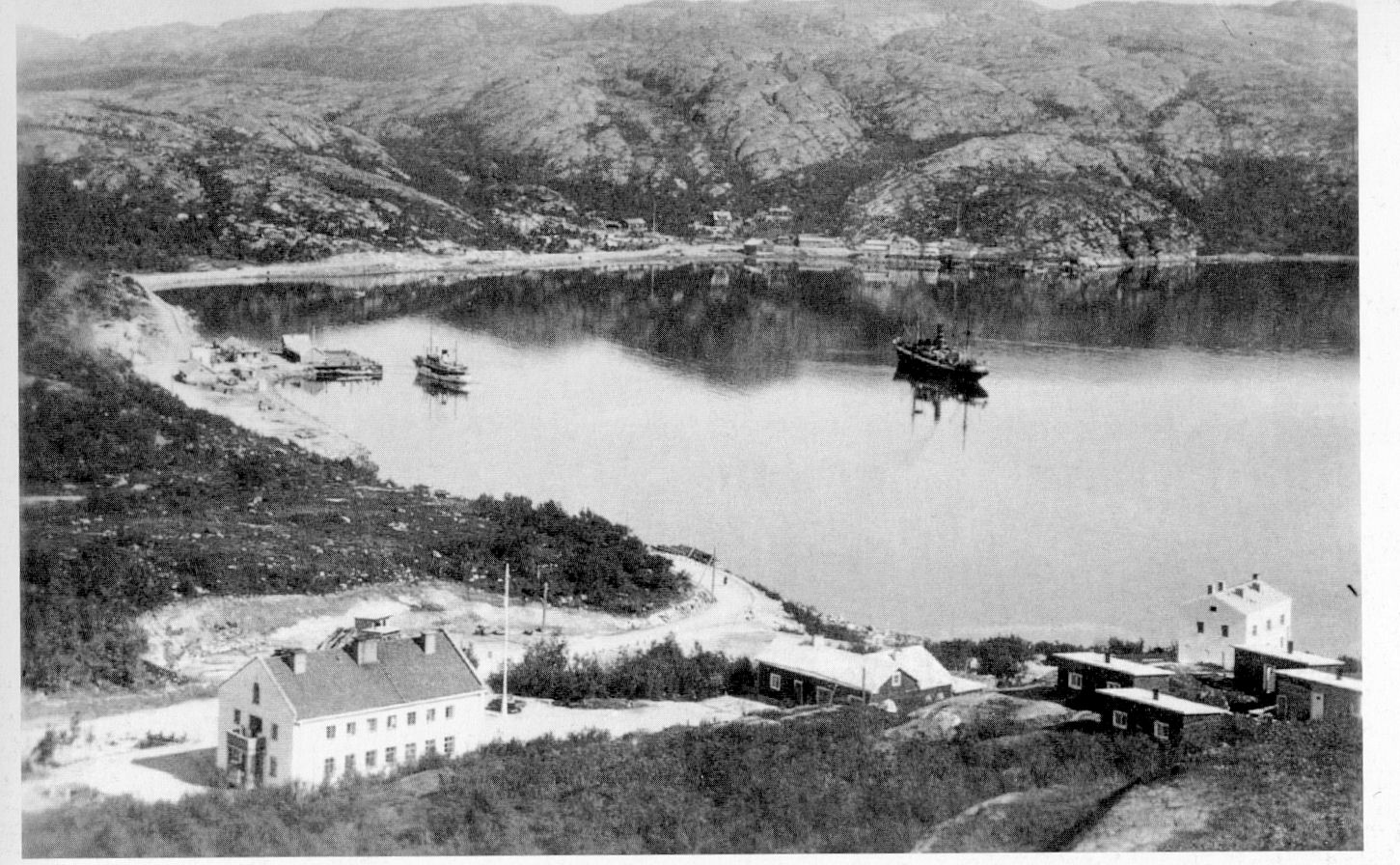
Port de Liinahamari durant les années 1930
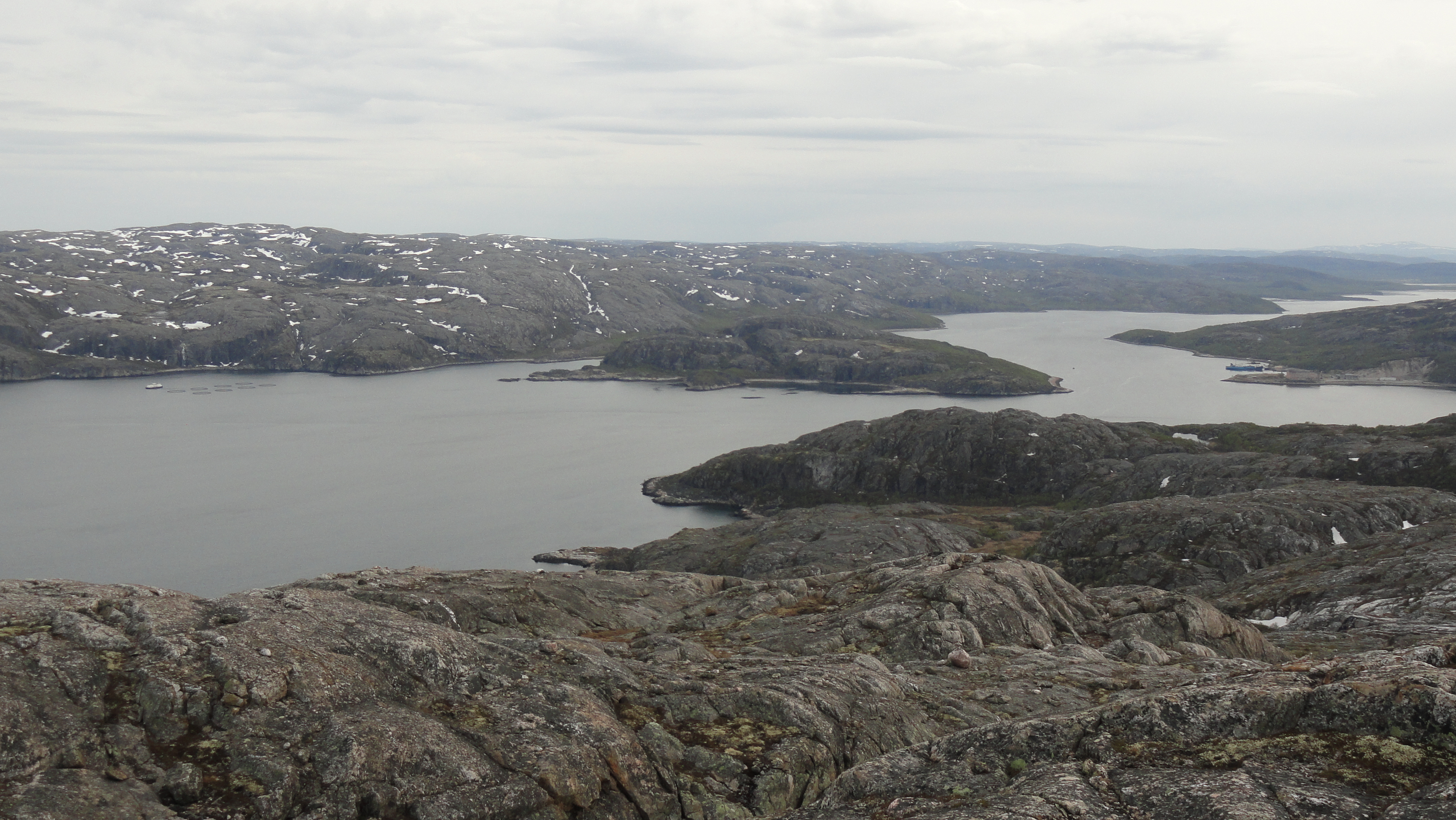
Vue de Petchenga depuis Liinakhamari